# Blagoje Paunović
Blagoje Paunović (en serbio: Благоје Пауновић; Pusto Šilovo, 4 de junio de 1947 - Belgrado, 9 de diciembre de 2014) fue un entrenador y jugador de fútbol que se desempeñaba en la posición de defensa. Además es el padre del también futbolista Veljko Paunović.

## Biografía
En 1965, y de la mano del entrenador Abdullah Gegić, debutó como futbolista con el FK Partizan. Jugó en el club durante diez temporadas, llegando a jugar cerca de 300 partidos oficiales con el club, junto a Dragan Holcer y Miroslav Pavlović. En 1975 dejó el club para fichar por el FC Utrecht de los Países Bajos por dos temporadas. En 1977, y por un año, volvió a Serbia para jugar en el OFK Kikinda. En 1978 tuvo un breve paso por los Estados Unidos con el Oakland Stompers. Finalmente en 1979 se retiró como futbolista en el FK Sinđelić Beograd. Quince años después, se hizo cargo del CD Logroñés como entrenador, haciendo que el equipo consiguiera un total de trece puntos en toda la temporada, récord histórico de la Primera División de España. También entrenó al FK Teleoptik, FK Budućnost Banatski Dvor, FK Smederevo y al FK BASK, con el que consiguió una Prva Liga Srbija.
Falleció el 9 de diciembre de 2014 en Belgrado a los 67 años de edad.

## Selección nacional
Ha jugado un total de 39 partidos para la selección de fútbol de Yugoslavia, debutando el 12 de noviembre de 1967 en un partido con resultado de 4-0 contra Albania de clasificación para a Eurocopa 1968, participando además en la final contra Italia.

## Clubes

### Como futbolista
| Club                | País              | Año         | Partidos | Goles |
| ------------------- | ----------------- | ----------- | -------- | ----- |
| FK Partizan         | RFS de Yugoslavia | 1965 - 1975 | 225      | 0     |
| FC Utrecht          | Países Bajos      | 1975 - 1977 | 37       | 0     |
| OFK Kikinda         | RFS de Yugoslavia | 1977        | 7        | 0     |
| Oakland Stompers    | Estados Unidos    | 1978        | 23       | 0     |
| FK Sinđelić Beograd | RFS de Yugoslavia | 1979        | ¿?       | ¿?    |

### Como entrenador
| Club                       | País   | Año         |
| -------------------------- | ------ | ----------- |
| CD Logroñés                | España | 1994        |
| FK Teleoptik               | Serbia | 1999 - 2002 |
| FK Budućnost Banatski Dvor | Serbia | 2002 - 2003 |
| FK Smederevo               | Serbia | 2009 - 2010 |
| FK BASK                    | Serbia | 2010 - 2011 |

## Palmarés

### Campeonatos nacionales
| Título           | Club    | País   | Año  |
| ---------------- | ------- | ------ | ---- |
| Prva Liga Srbija | FK BASK | Serbia | 2011 |